# Hladkove, Bilokurakîne
Hladkove (în ucraineană Гладкове) este localitatea de reședință a comunei Hladkove din raionul Bilokurakîne, regiunea Luhansk, Ucraina.

## Demografie
Componența lingvistică a localității Hladkove
     Ucraineană (84,71%)
     Rusă (14,9%)
     Alte limbi (0,39%)
Conform recensământului din 2001, majoritatea populației localității Hladkove era vorbitoare de ucraineană (84,71%), existând în minoritate și vorbitori de rusă (14,9%).